# Anne Edwards
Anne Edwards (Port Chester,  20 de agosto de 1927-Beverly Hills, 20 de enero de 2024) fue una escritora estadounidense conocida principalmente por sus biografías de celebridades que incluyen la princesa Diana, María Callas, Judy Garland, Katharine Hepburn, Vivien Leigh, Margaret Mitchell, Ronald Reagan, Barbra Streisand, Shirley Temple y la condesa Sofía Tolstói. 

## Biografía
Nacida en Port Chester, Nueva York, en su infancia se dedicó a la actuación en teatro y radio. Asistió a la Universidad de California en Los Ángeles (1943-1946) y la Universidad Metodista del Sur (1947-48). Comenzó su carrera en las letras como escritora para la MGM en 1944 y se convirtió en una notable guionista del cine hollywoodense y de televisión durante la década de 1940 y principios de los años 1950. Vivió en el Reino Unido y otras partes de Europa desde mediados de los años 1950 hasta 1972. Su participación en el cine incluye coescribir el primer borrador del guion de la película Funny Girl (1968), protagonizada por Barbra Streisand.
Escribió su primera novela, el best seller The Survivors, en 1968 y posteriormente ha escrito siete novelas, quince biografías, tres libros para niños y (con su marido el compositor, musicólogo y pianista Stephen Citron) una autobiografía. Vivió en Connecticut, Estados Unidos, en 1997. Fue presidenta del Gremio de Autores y actualmente es miembro de su Consejo de Administración. Su colección de manuscritos literarios, documentos y materiales relacionados es ahora parte del Departamento de Colecciones Especiales de la Charles E. Young Research Library en la UCLA, donde ha enseñado escritura. Actualmente reside en Beverly Hills, California.
En una entrevista para Publishers Weekly, Edwards dijo: "Una idea me golpea, entonces desarrollo la historia o en el caso de una biografía, pienso en una persona que ejemplifique ese tema. Vivien [Leigh], Judy [Garland] y Sofía [Tolstoi] eran personas muy interesantes y simbólicas de ciertas cosas: Judy, de la explotación de la mujer; Vivien, alguien que sufría de neurosis maníaco depresiva; y Sofía, una mujer inteligente sometida a un hombre que la usó, la arruinó y la convirtió en una villana".

## Obra
| - 1975, Judy Garland: A Biography (Simon & Schuster) - 1977, Vivien Leigh: A Biography (Simon & Schuster) - 1981, Sonya: The Life of Countess Tolstoy (Simon & Schuster) - 1983, Road to Tara: Life of Margaret Mitchell (Hodder & Stoughton) - 1984, Matriarch: Queen Mary and the House of Windsor (William Morrow and Company) - 1985, A Remarkable Woman: A Biography of Katharine Hepburn (Morrow) - 1988, The DeMilles: An American Family (Harry N. Abrams) - 1988, Shirley Temple: American Princess (Morrow) - 1990, Early Reagan: The Rise to Power (Morrow) - 1990, Royal Sisters: Queen Elizabeth II and Princess Margaret (Morrow) - 1992, The Grimaldis of Monaco: Centuries of Scandal/Years of Grace (Morrow) - 1995, Throne of Gold: The Lives of the Aga Khans (Diane Publishing) - 1997, Streisand: A Biography (Little, Brown) - 2001, Maria Callas: An Intimate Biography (St. Martin's Press) - 2003, The Reagans: Portrait of a Marriage (St. Martin's Press) | - 1968, The Survivors (Holt Rinehart Winston) - 1970, Miklos Alexandrovitch Is Missing (Coward-McCann) - 1971, Shadow Of A Lion (Coward, McCann & Geoghegan) - 1974, Haunted Summer (Bantam Books) - 1974, The Hesitant Heart (Random House) - 1975, Child of Night (Random House) - 1991, Wallis: The Novel (Morrow) - 1996, La Divina (Mandarin Publishing) - 1976, The Inn and Us (Random House), coescrita con su esposo Stephen Citron - 1977, P. T. Barnum (Putnam) - 1977, The Great Houdini (Putnam) - 1987, A Child's Bible (Topeka Bindery, coescrito con Shirley Steen |